# Principe budgétaire
Les principes budgétaires sont l'ensemble des principes consacrés par le droit français qui régissent les finances publiques françaises. Il s'agit de six principes qui doivent être respectés par le gouvernement de la République française lorsqu'il présente une loi de finances.

## Concept
Les six principes budgétaires permettent d'assurer une efficacité budgétaire en termes de présentation des finances publiques au Parlement français. Ces principes ont été confirmés par la loi organique du 1er août 2001 relative aux lois de finance.
Les principes classiques sont :
- le principe d'annualité budgétaire
- le principe de spécialité budgétaire
- le principe d'unité budgétaire
- le principe d'universalité budgétaire (sous deux volets, non-compensation et non-affectation)
- le principe de l'équilibre budgétaire[3]

À ceux-ci s'ajoute le principe moderne de sincérité budgétaire, introduit par l'article 32 de la loi organique relative aux lois de finances (LOLF).